# Etan Broszi
Etan Broszi (hebr.: איתן ברושי, ang.: Eytan Broshi, Eitan Broshi, ur. 17 czerwca 1950 w kibucu Geszer) – izraelski samorządowiec i polityk, w latach 2015–2019 poseł do Knesetu.

## Życiorys
Urodził się 17 czerwca 1950 w kibucu Geszer.
Służbę wojskową zakończył w stopniu podpułkownika. Ukończył studia w zakresie nauk społecznych i humanistycznych na Uniwersytecie Telawiwskim.
Przez wiele lat był radnym w Samorządzie Regionu Emek Jizre’el. W wyborach parlamentarnych w 2015 po raz pierwszy dostał się do izraelskiego parlamentu z listy Unii Syjonistycznej, czyli koalicji Partii Pracy i Ruchu (Ha-Tenu’a). W Knesecie dwudziestej kadencji zasiadał w komisjach finansów; edukacji, kultury i sportu oraz kontroli państwa.
W kwietniu 2019 utracił miejsce w parlamencie.

## Życie prywatne
Jest żonaty, ma pięcioro dzieci, mieszka w kibucu Gewat.